# Imperia Fahrzeugwerk

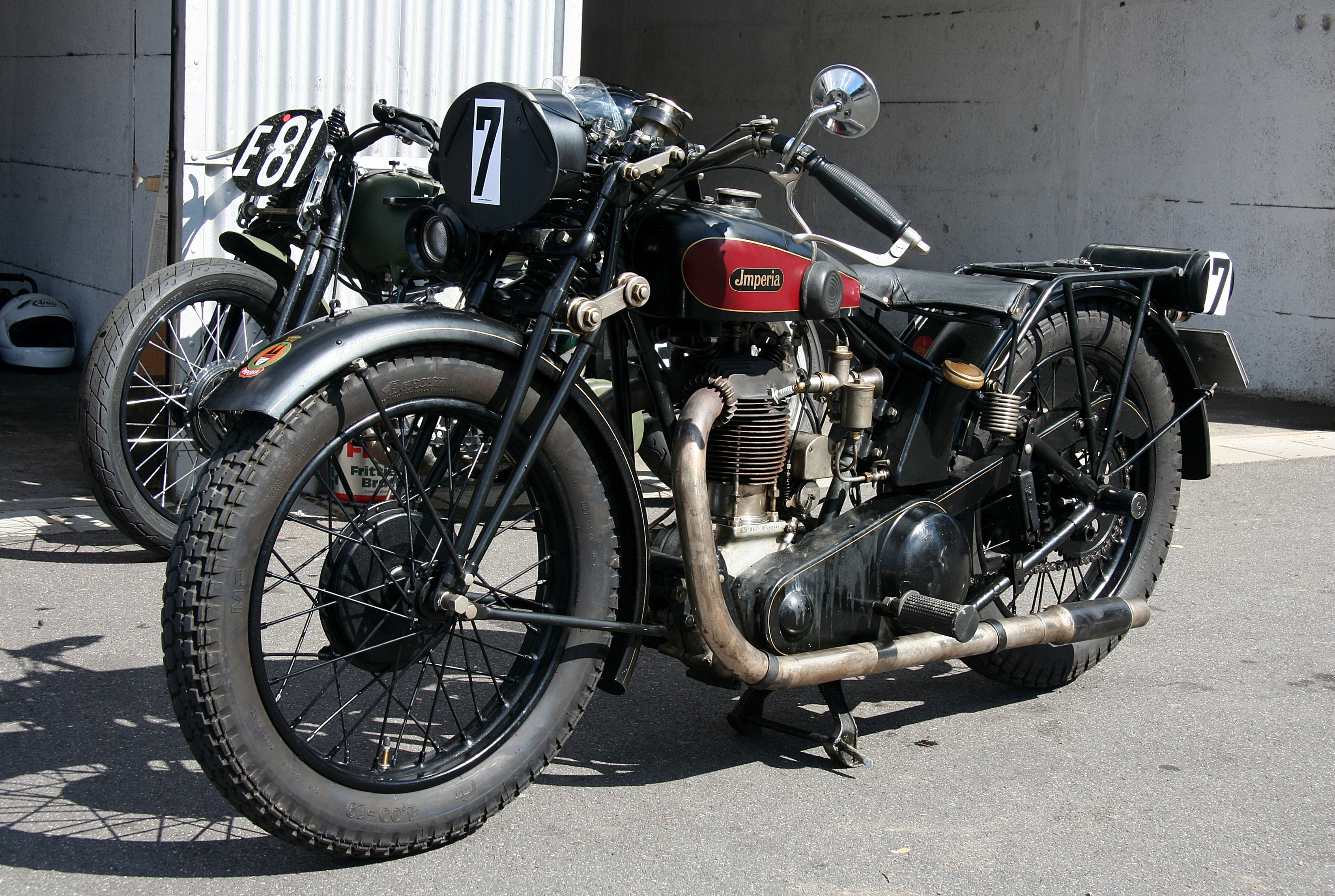
Imperia 500 H Sport beim DAMC 05 Oldtimer Festival Nürburgring

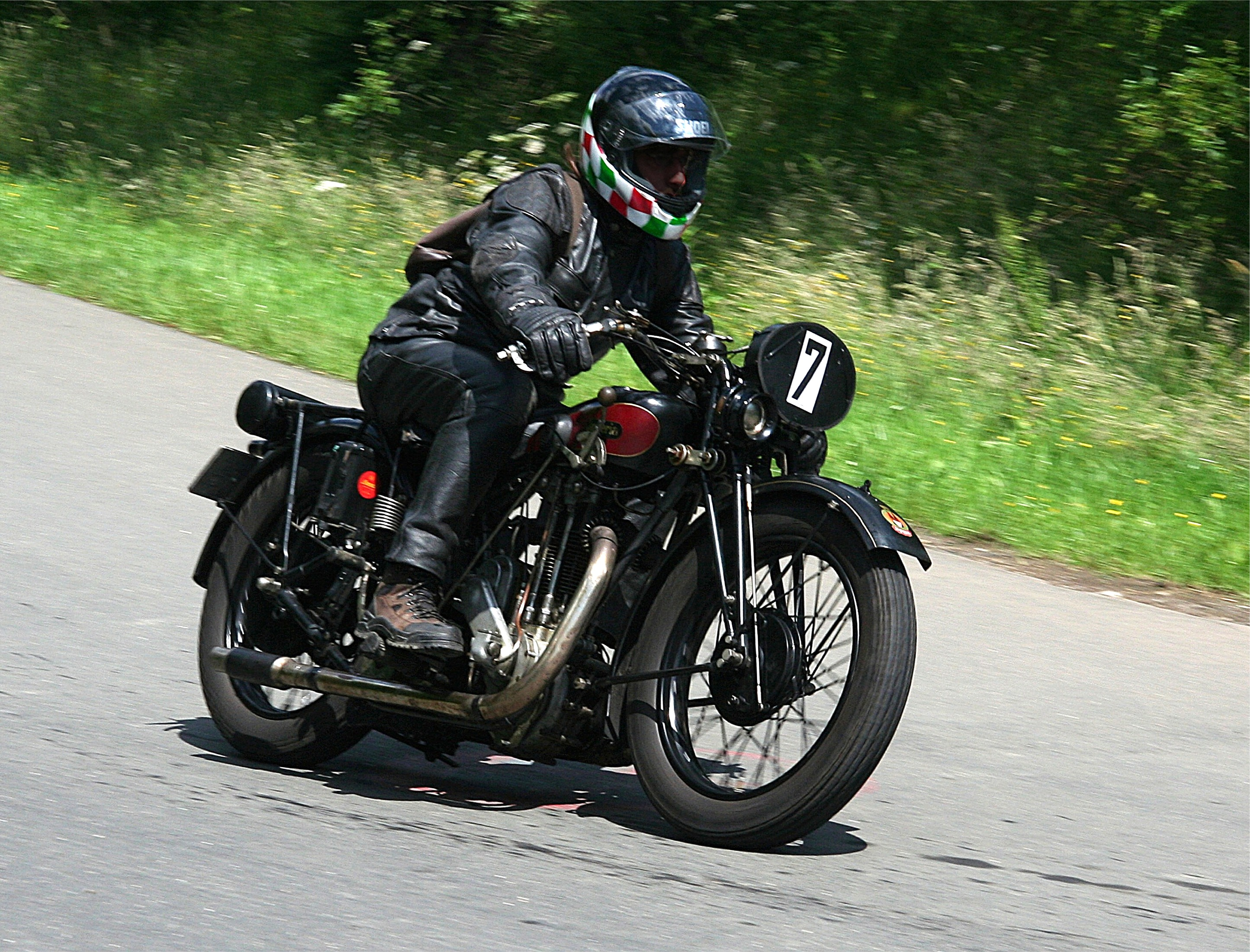
Imperia 500 H Sport auf der Südschleife des Nürburgrings

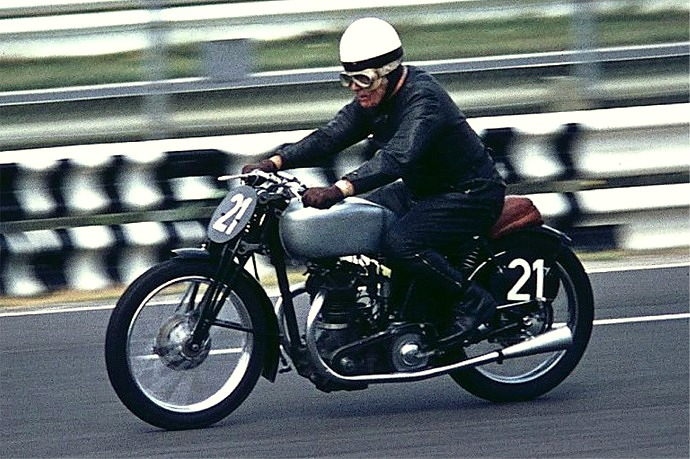
Imperia mit 350-cm³-Rudge-Motor, 1975 auf dem Nürburgring, gefahren von Erwin Aldinger

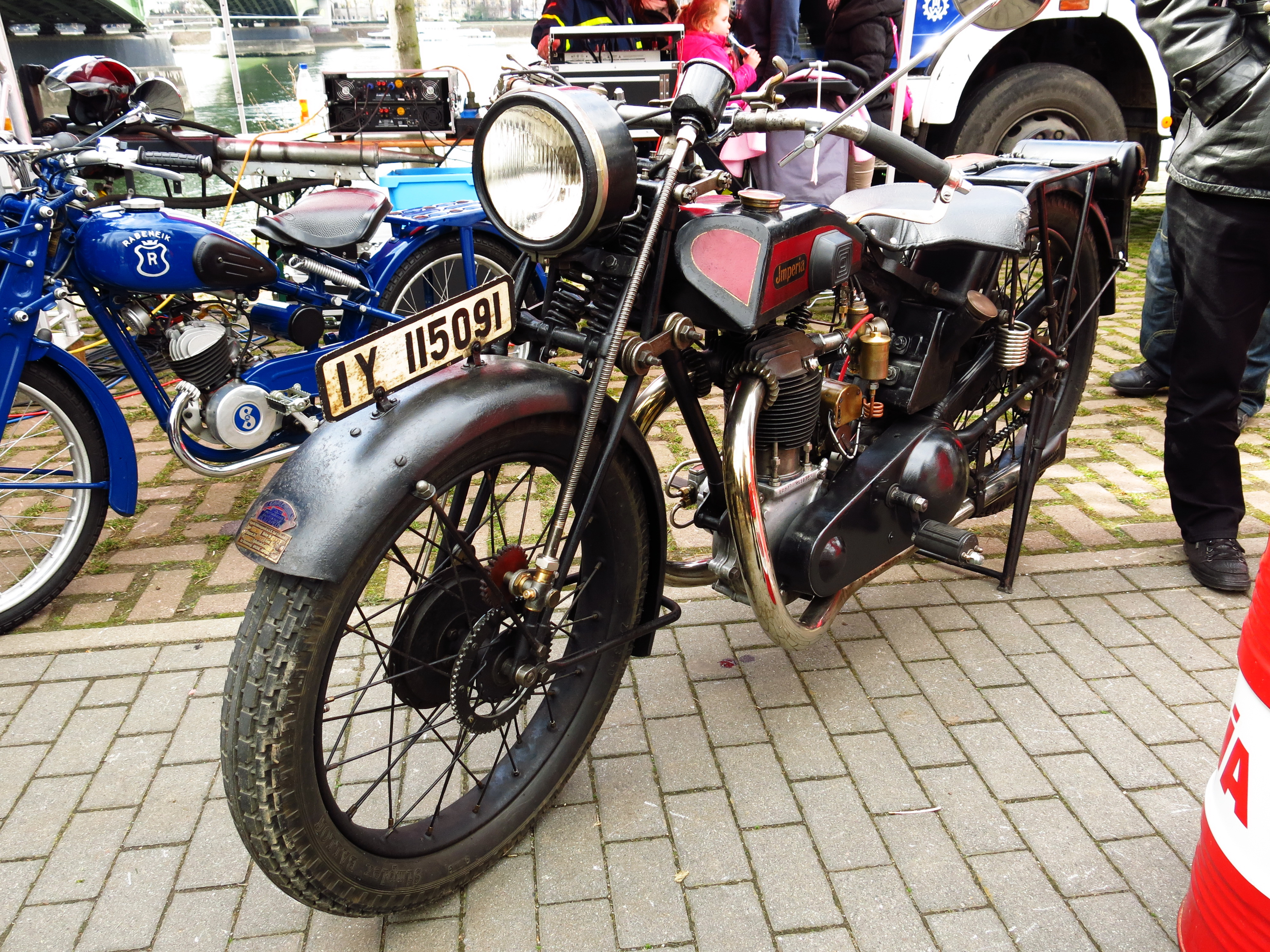
Imperia bei der Oldtimershow "Beuel Classics"

Das Imperia Fahrzeugwerk GmbH war Hersteller der Imperia-Motorräder, die ab 1924 in Köln-Kalk und ab 1926 in Bad Godesberg produziert wurden.

## Geschichte
Am 4. April 1924 wurde das Unternehmen von Jakob Becker als Imperia-Werk Motorradbau GmbH mit Sitz an der Wipperfürther Straße in Köln-Kalk gegründet. Daneben existierten eine H. J. Becker & Co., Motorfahrzeuge sowie eine Imperia Vertriebs-Gesellschaft mbH als Vertriebsniederlassungen, jeweils mit Sitz in Köln am Hohenzollernring 65. Nach dem 1925 erfolgten Konkurs der Firma in Köln kauften die Brüder Felix Schrödter und Rolf Schrödter das Unternehmen 1926 und verlegten die seinerzeit noch als Abteilung Imperia der Kalker Maschinenfabrik Akt.-Ges. zu Köln-Kalk betriebene Produktion nach Bad Godesberg in ihre im Oktober 1926 gegründete neue Imperia Fahrzeugwerk mbH.
Anders als häufig dargestellt, hatte das Unternehmen des Jakob Becker nichts mit der ebenfalls in Köln beheimateten und Motorräder produzierenden Firma Kölner Motorrad- und Maschinenbau (K.M.B. oder KMB) des Franz Becker zu tun und Imperia war nicht die Nachfolgefirma der KMB.
Beste Werbung für die Marke „Imperia“ waren die Erfolge im Rennsport, insbesondere in der 350er-Klasse mit dem britischen Einzylinder-„Python“-Motor von Rudge unter den Fahrern Ernst Loof, Hein Thorn Prikker, Otto Schanz sowie Heinrich Berhausen, Josef Pütz, Adam Schumacher und Arthur Dom. Loof gewann auf Imperia unter anderem dreimal die Deutsche Motorrad-Straßenmeisterschaft in der 350-cm³-Klasse und mehrere Male das Eifelrennen auf dem Nürburgring, und zwar sowohl als Solo- wie auch als Gespannfahrer.
Infolge der politischen Entwicklung in den 1930er Jahren stellte Rudge die Lieferung der Rennmotoren an Imperia ein, sodass Schrödter selbst einen 348-cm³-Rennzweitakter und einen 498-cm³-Zweitakt-Sportmotor konstruierte. Die Umsetzung dieser Projekte überstieg jedoch die finanziellen Möglichkeiten des Unternehmens, woraufhin Imperia 1935 den Betrieb einstellte.

## Motorradtypen
- 1925: J I / Motor: 350 cm³, 9 PS, 1 Zylinder, 4-Takt
- 1925: 350 B / Motor: Bradshaw OHV, 350 cm³, 10 PS, 1 Zylinder, 4-Takt
- 1925: BS / Motor: 350 cm³, 14 PS, 1 Zylinder, 4-Takt
- 1925: J II / Motor: 500 cm³, 15 PS, 1 Zylinder, 4-Takt
- 1925: M I / Motor: 500 cm³, 16 PS, 2 Zylinder, 4-Takt
- 1926–1935: Motor: MAG 496 cm³ 22 PS, 1 Zylinder, 4-Takt ohv
- 1929–1930: Berggeist / Motor: MAG, 595 cm³, 15 PS, 1 Zylinder, 4-Takt
- 1929–1931: 500 H Sport / Motor: MAG, 496 cm³, 22 PS, 1 Zylinder, 4-Takt, 3-Gang
- 1931–1933: Junior 200 / Motor: Omnia oder Villiers, 200 cm³, 6 PS, 1 Zylinder, 2-Takt, 3-Gang
- 1932: Grand Prix / Motor: Rudge Python (vier Ventile), 350 cm³, 18/20 PS, 1 Zylinder, 4-Takt, 4-Gang
- 1933–1935: Imperia 200/Junior 200 / Motor: Bark, 200 cm³, 8/10 PS, 1 Zylinder, 4-Takt, 3-Gang
- 1933: Zwerg 150 / Motor: Villiers, 150 cm³, 3 PS, 1 Zylinder, 2-Takt, 3-Gang
- 1933: 350 H Sport / Motor: MAG, 350 cm³, 15 PS, 1 Zylinder, 4-Takt, 3-Gang
- 1934: 350 B Sport / Motor: Bark, 350 cm³, 15 PS, 1 Zylinder, 4-Takt, 3-Gang

## Automobile
In den Jahren 1934 und 1935 wurden auch Automobile hergestellt, allerdings nur Prototypen. Die letzte öffentliche Präsentation war Anfang 1935 auf der Internationalen Automobil-Ausstellung in Berlin. Es waren Kleinwagen mit einer zweisitzigen Coupé-Karosserie. Für den Antrieb sorgte ein Dreizylinder-Sternmotor mit 750 cm³ Hubraum und OHV-Ventilsteuerung, der im Heck montiert war. Eine andere Quelle gibt den Bauzeitraum mit 1935 bis 1936 an.